# Willie Cañate
Willie Cañate é um ex-jogador profissional de beisebol da Venezuela.

## Carreira
Willie Cañate foi campeão da World Series 1993 jogando pelo Toronto Blue Jays. Na série de partidas decisiva, sua equipe venceu o Philadelphia Phillies por 4 jogos a 2.